# نظرية غزو سلالة تشينغ

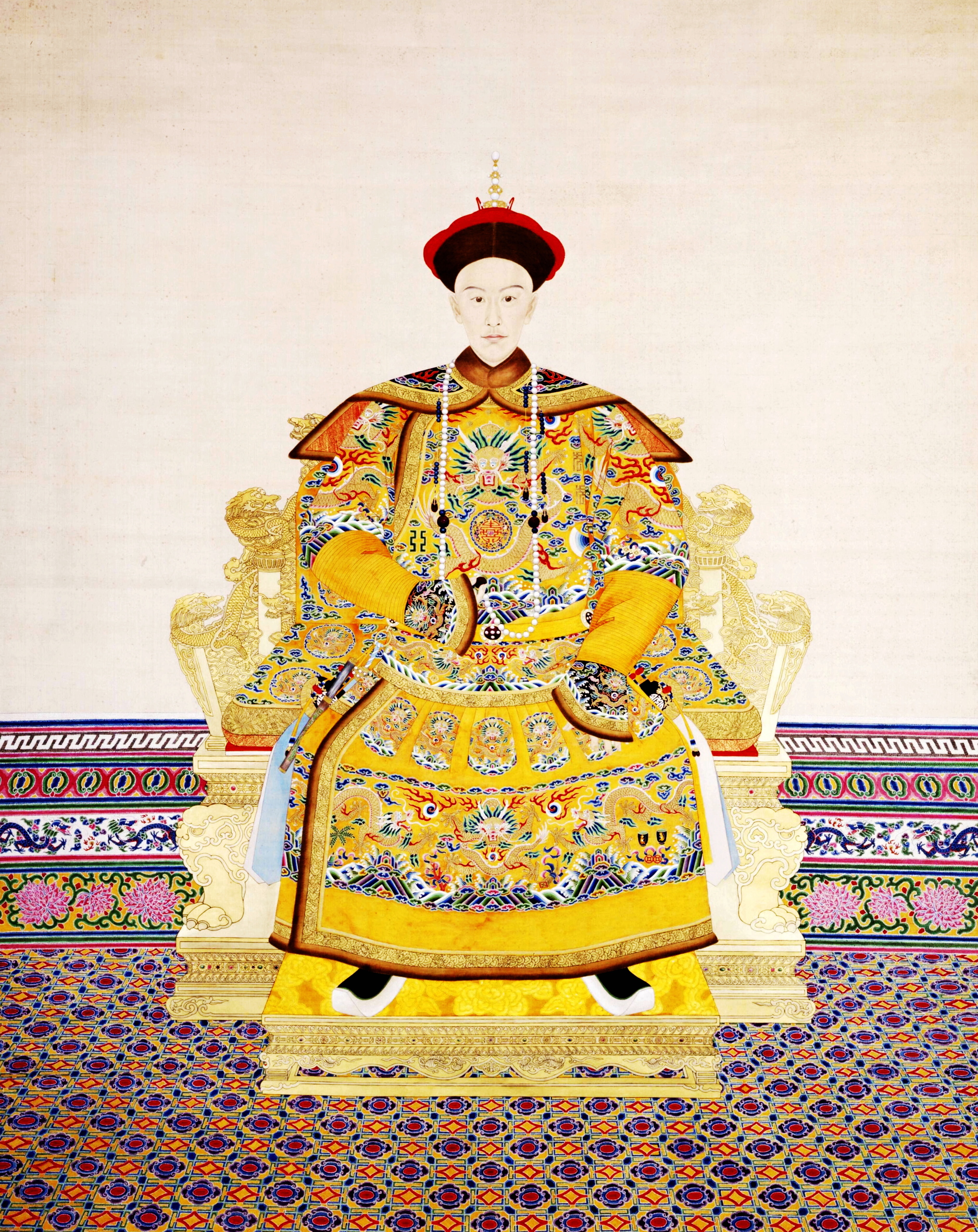
الإمبراطور جوانجكسو من بيت أيسين جيورو، الإمبراطور قبل الأخير لسلالة تشينغ

تقترح نظرية غزو سلالة تشينغ أن الأفعال والسياسات التي تبنتها سلالة تشينغ التي كانت تحت قيادة شعب مانشو كانت تعيق تقدم الصين، وأفضت إلى التباعد الكبير الذي فقدت فيه الصين تفوقها الصناعي والاقتصادي في العصر الحديث الباكر على أوروبا. تحاول النظرية تفسير السبب وراء مرور أوروبا بثورة صناعية، في حين لم تمر الصين بثورة مماثلة. يدعي مؤيدو النظرية، الذين قد تقود بعضهم مشاعر معادية لتشينغ، أن التقدم في العلم والتكنولوجيا والتطور الاقتصادي في ظل سلالتي سونغ ومينغ قادا الصين نحو عصر حديث، وأن القيود التي فُرضت على التجارة والصناعة وقمع الفكر غير الأرثوذكسي الذي أعقب الانتقال من حكم سلالة مينغ إلى حكم سلالة تشينغ في القرن السابع عشر تسبب بركود تدريجي للصين وتأخرها عن الغرب. 

## الخلفية
تُطرح تواريخ متعددة لتحديد بداية أو نهاية تلك السيادة وإذا ما كانت تلك السيادة تتعلق بالاقتصاد والتكنولوجيا والسياسة. ينظر البعض إلى عصر سلالة تشينغ بأنه عصر تأخر الصين، إما بسبب ركود أو لأن أوروبا أو الغرب كانا سباقين في التقدم. يقدّر المؤرخ الاقتصادي أنغوس ماديسون أن الصين كانت في القرن العاشر «الاقتصاد الأول في العالم من ناحية دخل الفرد» وأنه «بين القرنين الخامس عشر والثامن عشر انتقلت الريادة من الصين إلى أوروبا الغربية». ويحاجج كارل داهلمان وجين إيريك أوبرت من البنك الدولي، استنادًا إلى بيانات ماديسون، أن الصين كانت الاقتصاد الأضخم والأكثر تقدمًا في العالم طوال معظم الألفيتين السابقتين وأنها كانت بين الاقتصادات الأكثر ثراءًا وتقدمًا حتى القرن الثامن عشر. يرى ماديسون أن ريادة الصين لم تتبلور حتى سقوط الإمبراطورية الرومانية وأن الصين فقدت تلك الريادة لأن أوروبا كانت سباقة في التقدم، لا بسبب الظروف المحلية. في مراجعة لتلك المسألة في عام 2006، بدأ المؤرخ الاقتصادي في جامعة هارفرد ديفيد لانديس بأنه «حتى أواخر الألفية الأولى في عصرنا، كانت حضارات آسيا متقدمة بفارق كبير عن أوروبا من ناحية الثورة والمعرفة»، ولكن «الأمور انقلبت» بعد 500 عام، أي خلال السنين الأولى من حكم سلالة تشينغ. 
ويحاجج المؤرخ الاقتصادي مارك إلفين، مستندًا إلى أعمال المؤرخين اليابانيين، أن سلالة سونغ مرت بثورة في الزراعة ونقل المياه والاقتصاد والتمدين والعلم والتكنولوجيا، إلا أن الصين وقعت بعد ذلك في فخ توازن عالي المستوى. في حين يزعم البعض أن الثورة الاقتصادية لسلالة سونغ جلبت تصنيعًا أوليًا مع زيادة كبيرة في دخل الفرد وأيضًا في النتاج الزراعي والصناعي. أطلق بعض المؤرخين على هذه الظاهرة اسم «الثورة المدنية في العصور الوسطى» في الصين. 
تسبب الغزو المغولي بخسائر كبيرة في عدد السكان ودمر الاقتصاد، إلا أن سلالة مينغ التي خلفته حققت تعافيًا في دخل الفرد والنتاج الاقتصادي، متخطية بذلك نجاحات سلالة سونغ. حفزت سياسات مبدأ عدم التدخل التي تبنتها سلالة مينغ في أواخر عهدها الأعمال التجارية، مثل عدم التدخل في الأسواق والضرائب المخفضة، إذ حلت زراعة السوق محل زراعة الكفاف. مع تطور الصناعة الخاصة واسعة النطاق، بات العمل المأجور شائعًا بصورة متزايدة وحل محل العمالة بعقود طويلة الأجل واشترى في معظم الأحيان حصة متاجر الحكومة. يقدّر المؤرخ روبرت آلين أن دخل الأسرة وإنتاجية العمل في إقليم دلتا يانغتز خلال حقبة سلالة مينغ، التي كانت أغنى المقاطعات في الصين، كانا أعلى بكثير من أوروبا المعاصرة وكانا يتخطيا دخل الأسرة وإنتاجية العمل خلال حقبة سلالة تشينغ اللاحقة. 
يزعم البعض أن التطورات الاقتصادية والاجتماعية خلال أواخر حقبة سلالة مينغ كانت توازي التطورات في أوروبا خلال القرنين الثامن عشر والتاسع عشر وأن الصين كانت لتدخل عصرًا حديثًا لولا غزو مانتشو ولولا سلالة تشينغ.